# Klampis (Jatibarang)
Klampis is een bestuurslaag in het regentschap Brebes van de provincie Midden-Java, Indonesië. Klampis telt 3004 inwoners (volkstelling 2010).